# 漢語
日本語における漢語（かんご）とは、語種の一区分である。比較的古い時代の中国語から借用された形態素、すなわち漢字の字音から構成される語彙体系である。漢字の音読みと対応する語彙体系であるので字音語と称することもある。固有語である「和語」、漢語以外の借用語である「外来語（洋語）」と対立する概念である。
漢語の原義は「漢民族の言語」であり、本来は漢民族が母語である中国語を自称する際の用語なのだが、日本においては国語として定着した中国由来の語彙体系を「漢語」と総称することが多い。また、漢字の字音は複合の自由度が高く、日本で独自に造語されたいわゆる「和製漢語」も多い。
日本語以外でも、朝鮮語、ベトナム語などの言語は同様の語彙体系を有している。これら言語が有する中国由来の語彙体系をまとめて「漢語系語彙（Sinoxenic vocabulary）」と呼ぶことがある。

## 漢語の範囲

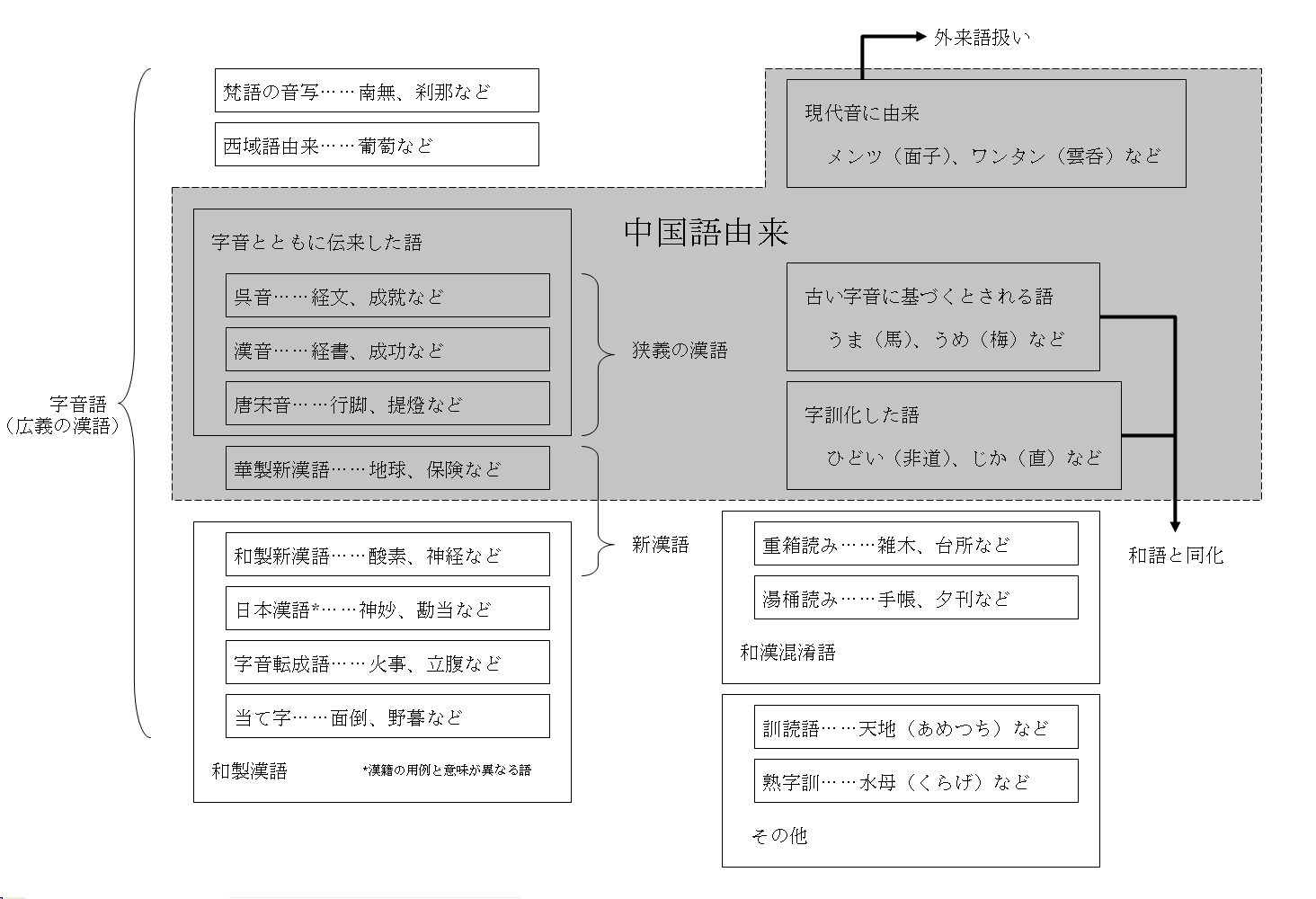
漢語の範囲を示した図。

### 中国語由来
日本語における漢語の借用の歴史は古く、和語とともに国語の語彙と認識される。これは、一般に片仮名で表記され、外来の借用語としての印象が強い、洋語とは対照的である。外来語をはじめとする新語に対して、旧来から存在する和語や漢語をあわせて「在来語」と表現する者もいる。
一般的に漢語は、上代から中世にかけて体系化された呉音と漢音、およびこれ以降に伝来した唐宋音を反映した語彙体系のことをいう。これら漢字の字音は音読みと総称され、これらを複合・派生させることによって、あるいは単独で用いることによって、漢語は構成される。複数の漢字が一つの語を形成するものを特に熟語と称する場合もある。なお、漢語が日本に定着する過程で、発音に連声や音便あるいは慣用音などの形で変化が起こったため、日本語における漢語の発音はかなり変則的である。
ところで、中国由来の語彙が日本に流入したのは、上代より過去の時代まで遡ると考えられ、例えば、「うま」（馬）、「うめ」（梅）、「たけ」（竹）、「むぎ」（麦）などの語は、同時代における中国の古い字音との関連が指摘されているが、仮にこれらが借用された語だったとしても、これらは訓読みに準じた扱いを受け、通常は漢語の範疇に含めない。同様に「ぜに」（銭）のように字音が変化して国訓化した語も存在する。さらに「おに」（鬼）、「ひどい」（酷い）のように元の用字が忘れられ、本来とは異なる表記をする例もある（それぞれ「隠」、「非道」の字音に由来する）。
また、現代中国語の発音を模した「メンツ」（面子、北京語由来）や、「ワンタン」（雲呑、広東語由来）などの語は、借用の歴史が浅いため、洋語とまとめて外来語とするのが妥当である。

### 梵語、西域諸言語由来
漢訳仏教圏に属する日本においては、古いインドの言語である梵語（サンスクリット）を漢字で音写した語も観察される。例えば「南無（なむ）」、「刹那（せつな）」といった語は、それぞれ梵語の“नमो”（namō）、“क्षण”（kṣaṇa）の音写であり、それぞれ「帰命」、「念」と意訳されている。なお中国語では梵語に存在する二重子音を表現することが難しいため、音写の際は単純な子音に省略される傾向にあるという。
また、シルクロードを介して西域と呼ばれる地方から伝えられたと考えられる語も存在する。例えば、顔料の一種である「蜜陀僧（みっだそう）」（litharge）は、ペルシア語の“murdāsang”に由来するという。
これらは本来の漢語とは厳密には異なる出自をもつが、その源流が明確なものはむしろ少数であり、広い意味での漢語とみなして差し支えない。本項でも特にことわりのない限り漢語として扱う。

### 当て字
「寿司（すし）」などの語は、全て漢字の字音を用いた表記がなされるが、これはいわゆる当て字に類するものであり、和語の範疇である。ポルトガル語の“gibão”に由来する「襦袢（じゅばん）」のように、外来語に対する漢字表記ももちろん漢語とはいえない。
当て字は、万葉仮名のように機能的には漢字の表意性を考慮する必要はない。一方で意味上の連想がはたらくという点は無視し得ない。例えば「かぶく」（傾く）という純然たる和語に由来する「歌舞伎（かぶき）」という語には字義との関連が認められる。なお「歌舞伎」という語は、『新唐書』（欧陽脩ら、1060年）という漢籍にも用例があり、日本における当て字との関連を指摘する説もある。

### 造語
時代の変容とともに新たな概念を表現するため、語彙は自然に発生したり、あるいは人為的に造語されたりする。漢語もこの例外ではないが、近代に至るまで漢字圏では尚古思想が強く、造語の際はなるべく典拠に基づくよう努力が行われた。
日本においても複数の字音を組み合わせて既存の漢語を模倣することは古来行われており、いわゆる和製漢語として日本語の語彙体系の一群を形成する。これに類する語は、「政治」「文化」「科学」「社会」など19世紀から20世紀初頭にかけて発生した新漢語が多くを占めるという。一方で、前近代においても「悪霊」（『源氏物語』夕霧）、「臆病」（『大鏡』時平）、「辛抱」（『日葡辞書』）、「不埒」（『好色五人女』）など、旧来から存在すると考えられる和製漢語は、枚挙に暇がない。
ただ、これらの漢語が確かに日本で造語されたものであり、それ以前の時代の漢籍には一切の用例が無かったということを立証するのも厳密には非常に困難である。また、漢籍にも同様の用字が見出せるものの、日本における意味・用法が異なる熟語も少なくなく、一律な分類は難しい。高島俊男は、日本語と漢籍で意味がかけはなれた「成敗」「中間」などの語を挙げ、「これらが『和製』の漢語ではないのなら「日本漢語」であると考えればよい」としている。
なお、日本で独自に作られた「働」、「畠」などの国字は、一般に音読みをもつことはないが、文字の構成要素から類推して「労働（ろうどう）」、「田畠（でんばく）」のような字音語を形成することもある。

### 混種語
「雑木」を「ぞうき」と読むような重箱読みや、「夕刊」を「ゆうかん」と読むような湯桶読みは、和語と漢語を複合させた混種語（和漢混淆語）であり、漢語の範疇ではない。

## 漢語の発音

### 字音の種類

#### 概要
日本語には、漢字一字に対して、呉音、漢音、および唐宋音という三種類の発音が存在する。これら三種の読み方が全て「サン」で一致する「三」のような漢字も存在するが、ほとんどの漢字は「行」（呉音：ギョウ、漢音：コウ、唐宋音：アン）のようにそれぞれに異なった読み方を有する。
漢字の歴史的な発音は、反切と呼ばれる特有の表記法によって伝えられている。例えば、先に挙げた「行」という字の場合、反切によって中古音（5世紀ごろの中国の発音）では“gang”[ɣạ̈iŋ]のような音で発音されていたことが推定される。この頃の中国江南地方における発音を写したとされる呉音では、これを「グヰヤウ」とした。一方、8世紀ごろの長安における発音を模した漢音では、漢字の清音と濁音の区別が失われつつあったため、これを「クヮウ」と書いた。“ng”の音が「ウ」と書かれたのは、当時の日本語において「ン」の音（撥音）が未発達だったからである。その後、日本語における音韻の変化により、それぞれ、「グヰヤウ」→「ギヤウ」→「ギャウ」→「ギョウ」、「クヮウ」→「カウ」→「コウ」のように変化したと考えられる。
なお、漢字の種類は膨大であり、現在に残る漢字の読み全てが中国から直接伝えられたものではないと考えられている。呉音や漢音の多くは、後世の音韻学者によって反切をもとに理論的に体系化されたものとされている。
中国語の比較的新しい発音を反映した唐宋音は、中古音よりむしろ現代北京音に近い。かつて“gang”と発音された「行」の字は、現代北京音では“háng”と変化しており、これは「行」の唐宋音「アン」によく似ている。唐宋音は、日本において字音の体系が完成された後の発音であるため、呉音や漢音ほど一般的は使用されない。

#### 呉音と漢音の比較
呉音は上代以前から広い期間にわたって仏典などとともに流入、土着した発音であり、漢音は主に平安時代初期の留学生により持ち帰られた発音とされる。そのため一般に後者の方がより正統に近い発音とみなされている。
現在まで使用されている呉音を用いた漢語は、「経文（キョウモン）」、「世間（セケン）」、「成就（ジョウジュ）」、「殺生（セッショウ）」、「末期（マツゴ）」のように仏教用語あるいは、仏教思想に関連した生活用語が目立つ。一方で漢音の場合は、「経書（ケイショ）」、「中間（チュウカン）」、「成功（セイコウ）」、「生殺（セイサツ）」、「期間（キカン）」のように漢文調で、ある程度の「堅い」語感と伴う語彙が多い。

#### 慣用音
呉音、漢音、唐宋音以外にも日本語において字音として慣用されるものがある。例えば、比較的新しい時代から現れた「茶」の字がある。この字は唐音で「サ」 だが、一般には「チャ」で慣用する。この字は漢音と唐音の移行期に流入したと考えられ、呉音と漢音は辞典にも掲載されていないことが多い（資料によって は、中古音を元に「ジャ」「ダ」「タ」などとすることもある）。

### 字音の展開

#### 多音字
多くの漢字は複数の意味をもつが、中には字音によって意味を弁別できる漢字もある。例えば「率」の字音には、摩擦音（中古音：swit[ṣwɨt]、呉音：ソチ、漢音：シュツ、慣用音：ソツ、拼音: shuài）と流音（中古音：lwit[lwit]、呉音：リチ、漢音：リツ、拼音: lǜ）の2種類の系統ある。前者は「引率」（インソツ）、「統率」（トウソツ）のように「ひきいる」という意味で用いられるが、後者は「確率」（カクリツ）、「比率」（ヒリツ）のように「割合」という意味で用いられる。このような漢字は多音字と呼ばれる。日本語においては、本来は多音字であるにもかかわらず、その発音上の区別が失われた漢字も多い。例えば長という漢字は、日本語においては、呉音：ジョウ、漢音：チョウという1種類の系列しか存在しないが、本来は「長大」「長身」のように「ながい」という意味と、「長男」「首長」のように「としうえ、おさ」という複数の異なった意味をもつ。中古音において前者は[ḍaŋ]、後者は[ṭáŋ]と区別されていたとみられ、現代中国語においても前者はcháng、後者はzhǎngと発音上の区別が伝存している。

#### 呉音と漢音の混用
複数の漢字が結合し、熟語をなす場合、呉音か漢音のどちらか一方に読みを統一するのが一般的である。しかし漢字によっては、呉音と漢音の一方のみが頻出し、他方がすたれてしまうこともある。この結果、呉音と漢音が混在した熟語もいくつか存在する。
漢音＋呉音の例
- 食堂（ショクドウ）
- 反逆（ハンギャク）
- 莫大（バクダイ）
- 越境（エッキョウ）
- 言語（ゲンゴ）
- 美男（ビナン）
- 明治（めいじ）
- 大正（たいしょう）
- 昭和（しょうわ）

呉音＋漢音の例
- 今月（コンゲツ）
- 内外（ナイガイ）
- 凡人（ボンジン）

#### 連音現象
音と音とが結びついて新たな音が生じる連音現象は、古来の日本語には存在しなかったと考えられる。現代の日本語には、音便、連声と呼ばれる一種の連音現象が存在するが、これは中国語の複雑な音韻が漢語という形で流入した影響とみられている。
代表的なものに入声を反映した促音便がある。入声とは中古音において“-t”などの子音で終わる発音のことであるが、これらは「失敗（シッパイ）」、「活気（カッキ）」、「発展（ハッテン）」におけるつまる音（小さい「ッ」）として残っている。
促音便以外の音便は、主に和語における変化と解釈されることもあるが、一部の漢語において観察されることもある。「詩歌（シイカ）」におけるイ音便、「蒟蒻（コンニャク）」における撥音便などがその例である。
漢語における連音現象のうち、中古音で“n”や“m”の音に母音が続く場合をとくに連声と呼ぶ。「因縁（インネン）」、「反応（ハンノウ）」、「云云（ウンヌン）」、「三位（サンミ）」などがその例である。

#### 訓読語
漢語は基本的に字音で発音するが、「天地」（テンチ → あめつち）のように訓読を獲得し一般化した語もある。中には「水母」（スイボ → くらげ）、「蒲公英」（ホコウエイ→たんぽぽ）のように用字の訓を無視した、いわゆる熟字訓をもつ漢語も存在する。

#### その他
漢字の読みの中には誤用が定着し、慣用音となった、いわゆる百姓読みも存在する。例えば、「耗」の正式な読みは「コウ」であるが、この字に含まれる「毛」から連想される「モウ」という読みが慣用として認められている。
また、和語の中には「ひのこと（火の事）」、「おほね（大根）」、「ではる（出張る）」の漢字表記が強く意識され、それぞれ「カジ」、「ダイコン」、「シュッチョウ」のように字音語に転化したものも存在する。このような語は、和製漢語に分類されることもある。
また、近代以降に造語された新漢語においては同音異義語などのまぎらわしいものが多く、中には意味の弁別のために訓読みを混合させる「混読語」など、変則的な読み方をさせる語もある。とりわけ2字漢語の場合、前の1字を訓読みすることを「湯桶読み」、後の1字を訓読みすることを「重箱読み」という。
混読語の例
- 化学（カガク → バケガク） - 同音異義かつ同一文脈で用いられる可能性のある「科学」（カガク）と紛らわしいため
- 買春（バイシュン → カイシュン）- 同音異義かつ対義語の「売春」（バイシュン）と紛らわしいため[31]
- 手動（シュドウ → テドウ） - 反意語で発音が似た「自動」（ジドウ）との聞き間違いを防ぐため[32]。

## 漢語と語彙

### 背景
古代より中華文明の存在は、日本に文化や思想など、さまざまな方面に大きな影響を与えてきた。とりわけ言語と文字文化の面においての影響は大きく、日本は文化的に高級な概念を漢字という形で語彙体系の中に借用してきた歴史がある。ゆえに漢語は和語と比較して抽象的で難解である傾向があり、一種の「教養語彙（learned vocabulary）」を担ってきたという。
逆に和語は抽象的な言葉が圧倒的に貧弱であると指摘されている。わずかに「いき」（粋）、「はじ」（恥）、「わび」（侘）、「ほまれ」（誉）、「ほこり」（誇）などが挙げられるにとどまる。また総称的・概括的な語の不備も目立つという。例えば「あめ」（雨）や「ゆき」（雪）という具体的な語は存在するが、それらを総称する天気、天候、気象に相当する和語は、見当たらない。
一方で、固有の日本語で翻訳が可能な比較的卑近な概念に対しても漢語は用いられてきた。これは中華文明に対する尊崇によって必要以上に漢語が借用されたとみることもできるが、他の原因として日本語の音韻論的な特徴が挙げられる。中国語は、音節の種類が豊富で、様々な概念を簡潔に発音することが可能であるのに対し、日本語は原則的に開音節の言語であり、音韻体系も比較的単純であるため、言葉がどうしても冗長になりがちである。漢語は、日本語の短所を補う作用があり、必然的に固有の和語を席巻するようになったという。もっとも固有の和語に造語力が皆無であったというわけではなく、むしろ漢語の氾濫が和語の造語力の発達を阻害したという意見もある。

### 数
漢字文化圏における諸言語は、漢語系の数詞を共有している。日本語の場合は、「ひ ふ み … とお」と10までは固有の数詞を残すが、11以降は「十一」（ジュウイチ）、「十二」（ジュウニ）…と通常漢語系の系列に移る。また「…個」「…本」「…枚」のように、物を数える際に数字につける助数詞も原則的に漢語である。
このほか時間や空間に関する、「線」（セン）、「点」（テン）、「面」（メン）、「円」（エン）、「方」（ホウ）、「宙」（チュウ）、「番」（バン）や、交易に関する「得」（トク）、「損」（ソン）、「役」（ヤク）、「用」（ヨウ）なども漢語が多い。

### 書・儒教
文字や書物に関する語のほとんどが漢語である。例えば「字」（ジ）、「文」（ブン）、「題」（ダイ）、「図」（ズ）などがある。
また儒教道徳に関する用語は、「礼」（レイ）、「恩」（オン）、「情」（ジョウ）、「法」（ホウ）、「芸」（ゲイ）のようにほぼ全てが漢語である。

### 精神・仏教
人間の精神状態を表現した「勘」（カン）、「念」（ネン）、「気」（キ）、「性」（ショウ）などは現在でも漢語で常用される。
また仏教の信仰に関わる「運」（ウン）、「経」（キョウ）、「利益」（リヤク）をはじめとし、「餓鬼」（ガキ）、「法螺」（ホラ）、「畜生」（チクショウ）、「袈裟」（ケサ）など日常的に用いられる仏教用語は多い。

### 食文化
古代の素朴な日本人は、食文化に関して中華文明に負うところが大きいと考えられる。調味料は、「蔗糖」（ショトウ）、「蜜」（ミツ）、「酢」（ス）、「未醤」（ミソ）など、「塩」以外はほとんど漢語である。香辛料も「胡麻」（ゴマ）、「胡椒」（コショウ）、「薄荷」（ハッカ）、「生薑」（ショウガ）など多数存在する。 なお、「胡」は西域を示唆する字という。加工食品に関しても「麩」（フ）、「豆腐」（トウフ）、「煎餅」（センベイ）、「辣韮」（ラッキョウ）、 「餡」（アン）、「饅頭」（マンジュウ）、「索麺」（ソウメン）、「饂飩」（ウドン）、「繊蘿蔔」（ソロボ）など古代から近世まで様々な食品名が漢語に由 来している。中でも「沢庵漬け」（タクアン）、「インゲンマメ」などは禅宗の僧に由来する食品（それぞれ沢庵宗彭、隠元隆琦の名に因むとされる）として有名である。基本的な語彙では、「肉」（ニク）、「毒」（ドク）、「茶」（チャ）などが挙げられる。
調理方法としては、「焙じる」（ホウじる）、「煎じる」（センじる）などが挙げられる。

### 動植物
園芸植物の名は、漢語に由来するものが多い。「菊」（キク）、「蘭」（ラン）をはじめとして、「芭蕉」（バショウ）、「枇杷」（ビワ）、「桔梗」（キキョウ）、「水仙」（スイセン）、「菖蒲」（ショウブ）、「紫蘇」（シソ）、「牡丹」（ボタン）、「柘榴」（ザクロ）などが挙がる。山菜や野菜の名は和語も多いが、「人参」（ニンジン）や「牛蒡」（ゴボウ）などの例が散見される。なお、「茗荷」（ミョウガ）など薬草として用いられるものは、ほぼ全てが漢語である。
動物は、「豹」（ヒョウ）、「象」（ゾウ）、「狒狒」（ヒヒ）、「駱駝」（ラクダ）などの日本に棲息しないものが挙がるほか、「孔雀」（クジャク）、「鸚鵡」（オウム）、「鶺鴒」（セキレイ）のような愛玩鳥の名は漢語のものが多い。

### 住居・建築
奈良から平安時代にかけて急速に発達した建築用語にも漢語が多く存在する。「門」（モン）、「縁」（エン）、「幕」（マク）、「柵」（サク）、「塀」（ヘイ）、「爐」（ロ）、「段」（ダン）のほか、「几帳」（キチョウ）、「障子」（ショウジ）、「屏風」（ビョウブ）、「欄干」（ランカン）、「天井」（テン ジョウ）などがある。

### 金属・鉱物
「金」（キン）、「銀」（ギン）、「銅」（ドウ）、「鉄」（テツ）などの金属名、「琥珀」（コハク）、「瑠璃」（ルリ）、「象牙」（ゾウゲ）、「雲母」（ウンモ）、「水晶」（スイショウ）などの宝石名は漢語の割合が多い。このほか「緑青」（ロクショウ）、「群青」（グンジョウ）、「黄土」（オウド）、「朱」（シュ）などの鉱物名も漢語である。

### 雑貨
「碗」（ワン）、「鉢」（ハチ）、「絵」（エ）、「香」（コウ）、「草履」（ゾウリ）、「頭巾」（ズキン）、「磁石」（ジシャク）、「樟脳」（ショウノウ）など古くから用いられている雑貨の中にも漢語で定着しているものは多い。「太鼓」（タイコ）、「琵琶」（ビワ）、「尺八」（シャクハチ）などの楽器や、「碁」（ゴ）、「賽」（サイ）、「双六」（スゴロク）などの娯楽用具も中国に由来するものが多く、漢語である。
こ のほか「瓶」（ビン）、「蝋燭」（ロウソク）、「吊灯」（チョウチン）、「蒲団」（フトン）、「火燵」（コタツ）、「脚榻」（キャタツ）、「暖簾」（ノレ ン）、「算盤」（ソロバン）、「湯婆」（タンポ）、「急須」（キュウス）、「椅子」（イス）、「石灰」（シックイ）などの日用品は、読みとしては見慣れな いものが多いものの、漢語である。

### 医学
漢方医学の影響で、医学に関する用語は、新漢語（「心筋梗塞」「白血病」 など）を除いても、大半が漢語である。「熱」（ネツ）、「脈」（ミャク）、「尿」（ニョウ）、「痔」（ジ）のほか、「心」（シン）、「肺」（ハイ）、 「腎」（ジン）、「胃」（イ）、「腸」（チョウ）、「肝」（カン）、「胆」（タン）、「脾」（ヒ）、「脳」（ノウ）、「髄」（ズイ）など、西洋医学における用語としても準用されているものが多い。

### 新漢語
現代社会において、新聞や雑誌で目にするほとんどの漢語が和製漢語（もしくは日本漢語）に属する新漢語であるという。政府、議院、行政、選挙、企業、保険、営業、鉄道、道路、郵便、運動、競走、野球…など例を挙げるときりがないが、「江戸時代の人間は使っていなかったであろう」と見当がつく単語は、大体新漢語に該当するという。

## 漢語と文法

### 漢語の一般的性質
言語の類型上、孤立語に分類される中国語は品詞の区別が曖昧で比較的融通が利く。これに対し日本語は、名詞とそれ以外の品詞が明確に区別される。故に日本語における漢語を名詞以外に用いる場合は、ある程度の制約が生じる。

### 形容詞
基本的に漢語は名詞に準じた扱いをうけるため、後続する語に応じた接尾辞を付加することによって形容詞として用いられることが多い。ほとんどの漢語は、口語において【だろ／だっ／で／に／だ／な／なら】を付加することによって機能する。
例
- 変（ヘン）だ
- 妙（ミョウ）だ
- 綺麗（キレイ）だ
- 得意（トクイ）だ
- 不憫（フビン）だ
- 暖気（ノンキ）だ
- 卦体（ケッタイ）だ

橋本進吉は、【だろ／だっ／で／だ】がそれぞれ【であろ／であり／で／であり】、【に／な／なら】がそれぞれ【に／にある／にあれ】といずれも動詞的な連語に由来することに着目し、形容動詞と称した。この名称は、学校文法としても定着したが、敢えてこれを独立した品詞とする必要性があまりないため、特殊な活用をする形容詞、あるいは単に名詞に接辞（助動詞）を結合させたものと解釈する立場も多い。
文語においては、「にあり」に由来する〔ナリ活用〕と「とあり」に由来する〔タリ〕活用に大別することができる。後者は廃れつつあるが、「忸怩（ジクジ）たる」「悠然（ユウゼン）と」「粛々（シュクシュク）と」など、漢文調の表現に化石的に残存している。
なお漢語の一部には、形容詞の活用を獲得したものも存在するが例は多くない。
例
- 摩訶（バカ）らしい
- 烏滸（オコ）がましい
- 胡散（ウサン）くさい
- 騒々（ソウゾウ）しい
- 婀娜（アダ）っぽい
- 四角（シカク）い

### 動詞
動詞の場合も形容詞と同様、名詞に準ずる漢語に【し／せ／さ／する／すれ／しろ／せよ】という接尾辞を付加させて用いる（サ行変格活用）。
例
- 教育（キョウイク）する
- 喧嘩（ケンカ）する
- 掃除（ソウジ）する

一般にこのような語は、文法的に動詞と名詞の性質を兼ね備えているため、以下のように括弧内を省略しても意味が通じる。
例
- 掃除（し）に行く
- 掃除（することが）できない

1字の漢語については、「愛する」のように清音となるものと、「念ずる」のように濁音になるものがある。これを判別するには、以下のような漢字の中古音の知識が必要になる。
- 中古音で陽性韻のもの（韻尾が鼻音）は濁る
  - 韻尾が -n のもの - 弁ずる、煎ずる、変ずる、論ずる、転ずる、信ずる
  - 韻尾が -m のもの - 念ずる、談ずる
  - 韻尾が -ŋ のもの - 長ずる、通ずる、講ずる、興ずる、命ずる
- 中古音で陽性韻以外のものは濁らない
  - 陰性韻（ゼロ韻尾、母音韻尾）のもの - 愛する、廃する、有する、要する
  - 入声韻（閉鎖音韻尾）のもの - 接する、達する、列する、滅する

ただし、本来は濁音になる語でもアクセントが中高型のものは清音で発音されるようになったという。このような変化は室町時代前後に起こったと推測される。
例
- 抗する（参考：講ずる）
- 偏する（参考：変ずる）
- 冠する（参考：感ずる）

ほとんどの漢語の動詞は、連用形を名詞と転成することができないが、「感じがする」「お通じが出る」のような例外も存在する。
「ご覧ください」、「ご免ください」、「ご存じでしょう」にみられるように、一般に漢語は上品な語感があり、ある種の待遇表現を形成するという。また、このとき用いられる「ご」も「天下の統御」を意味する漢語の「御」が転用されている。このような「ご」は、接頭辞として機能する一種の美化語であり、一般的に元の語の意味を変えることはない。ただし「御機嫌」のように意味を変えて一種の熟語を形成する場合もある（「機嫌」は「快不快の状態」意味するが、「御機嫌」は「ごきげんいかが」「ごきげんよう」のように、しばしば「安否や近況」を含意するという）。
なお、ごく少数の動詞は、サ行変格活用の以外の活用を獲得している。
例
- 力（リキ）む
- 目論（モクロ）む
- 捏（デッチ）る

### 副詞
一般に漢語を副詞として用いる場合は、「急に」「切に」「別に」「特に」「滅多に」「不意に」「決して」「断じて」…のように「に」「して」のような助辞を添えるのが一般的である。一方で「一切」「勿論」「絶対」「全然」「大抵」のように付属的な成分が見当たらない表現も散見される。
「ごく明るい」、「じき来ます」、「とてもできない」などは、それぞれ「極」「直」「到底」という漢語に由来すると考えられるが、ほぼ完全に和語と同化している。

## 漢語の歴史

### 上代
日本では、3世紀終わりに和邇吉師によって漢字がもたらされたという伝説が残っており、その後も散発的に渡来人との交流があったと考えられるが、漢語の知識が体系化されたのは、上代になってからである。
日本はこの時代に大いに中華文明を模倣し、漢語も本来の意義と用法に出来る限り忠実に使用するよう努力された。漢語が日本語として融和することはなく、行政官や学者、あるいは僧侶の間の教養として用いられた。
この頃の日本語には、まだ拗音が存在しなかったため、「精進」を「サウジ」、「修行」を「スギヤウ」のように直音化して発音していたと考えられる。一方でこのとき日本語内部でイ音便やウ音便などの変化が発生したのは、漢語の発音が何らかの影響を与えていたからとされる。

### 中世
894年に遣唐使が廃止されてから、漢語の急速な流入はひとまずの終結をみせ、漢語の歴史における円熟期を迎えた。このころ台頭した武士たちは質実簡素を好み、漢語は生活語としての地位を得た。もっぱら大和言葉による表現を好んだ女性の作品の中でも、漢語の割合は徐々に増していき、本来の意味や用法から離れていく傾向もみられた。
13世紀に禅宗が日本に伝来すると、禅僧によって新たな漢語が全国に広まった。この時代に定着した漢語には「挨拶」「親切」「活発」など、現在においても日常生活で使用されるものが多い。
なお、漢語の本元たる中国においては、宋代以降、言語が音韻や文法の面で著しく変化していき、日本には唐宋音がもたらされた。

### 近世
実用語として浸透した漢語は、一般庶民の間にも広まり、話し言葉として漢語も仮名で書かれることが多くなった（『御伽草子』など）。これによって語形や語義に変化が生じ、本来の用字とは異なる漢字で表記される語も増えていった。現在においては、もともと漢語であったかどうか不明確な語すら残されている。
一方で平和が長く続いたこの時代においては、学問文化が発達し、漢文の研究も盛んに行われた。文章を起こす際は、漢籍に即した用法を調べ、正統に近いとされる漢音で読まれることが好まれた。これによって漢語は、緩やかに古い姿にへと回帰していくという現象もみられた。
また、1720年には禁書の令が緩和され（享保の改革）、漢訳洋書が多数研究されることになった。この際、参照された書籍には、マテオ・リッチ（利瑪竇）やアダム・シャール（湯若望）などの来華宣教師によって中国で新たに造語されたいわゆる華製新漢語が多数存在する。江戸後期には、蘭学の発達とともに、杉田玄白や志筑忠雄などの日本人によって新規の和製漢語も数多く造語され、これらの多くが現在でも学術用語として用いられている。
漢訳洋書の例
- 『坤輿万国全図』（利瑪竇、1602年）- 「地球」、「赤道」など
- 『幾何原本』（利瑪竇、徐光啓、1607年）- 「直線」、「平行」など。
- 『崇禎暦書』（湯若望、徐光啓、1642年）
- 『天経或問』（游子六、1675年）
- 『解体新書』（杉田玄白、1774年）- 「神経」、「動脈」など。
- 『暦象新書』（志筑忠雄、1798年）- 「重力」、「楕円」など。
- 『舎密開宗』（宇田川榕菴、1837年）-「酸素」、「溶解」など。
- 『奈瑞数理』（李善蘭、1860年ごろ）-「指数」、「微分」など。
- 『万国公法』（ウィリアム・マーティン、1864年） -「国債」、「民主」など。

### 近代
19世紀後半における開国後は、多くの知識人たちが洋書の翻訳に勤め、英和辞典、独和辞典、仏和辞典なども出版された。この時代の知識人たちは、漢籍に精通している者がほとんどであり、訳文には簡潔で厳密に表現できる漢語が好んで用いられた。
初めは漢籍に典拠のあるような由緒のあるものが訳語として求められたが、翻訳のペースが追いつかず、徐々に字義のみを重視した生硬な表現が増えていった。このようにして日本の漢語は、同音異義語の問題などを抱えることになった。

### 現代
煩雑な漢字の使用を制限しようとする勢力は戦前から存在したが、第二次大戦後それは実権力をもって施行された。代表的なものに当用漢字による漢字の制限がある。これにより日常使用頻度の少ない難解な漢字が廃止、整備され、代替となる新語もいくつか作られた。これには「涜職」（とくしょく）、「梯形」（ていけい）などの代用として考案された「汚職」（おしょく）、「台形」（だいけい）などの語がある。
安定成長期以降、計算機技術の発達に伴い、漢字の電算処理も以前に比べてはるかに容易になった。それに伴い、表現の幅を狭める漢字政策への見直しの声が高まり、規制の緩和が徐々に進められている。カタカナ語の乱用についても批判が高まった。